# Zhangheotherium
Zhangheotherium — рід симетродонтів, вимерлого ряду ссавців. Раніше відомий лише за високими загостреними коронковими зубами, Zhangheotherium, описаний у провінції Ляонін, Китай, скам'янілості в 1997 році, є першим симетродонтом, відомим із повного скелета. Його датували 145–125 мільйонами років тому в крейдяному періоді. Відомий один вид — Zhangheotherium quinquecuspidens.
Симетродонти та інші архаїчні ссавці, такі як багатогорбкові та однопрохідні, все ще обговорюються щодо їх таксономічних зв'язків. Жангеотерій має багато примітивних характеристик. Серед них є шпора на нозі, яку сьогодні можна побачити у качкодзьоба. Крім того, він ходив незграбною рептилійною ходою, як однопрохідні та багато мезозойських ссавців, таких як Jeholodens і Repenomamus. Він мав довгі задні кінцівки та велику підошовну ділянку на стопі, що є оптимальним для лазіння.
Зразок GMV 2124 пернатого динозавра Sinosauropteryx? містив дві щелепи Zhangheotherium в області живота (Hurum et al. 2006). Таким чином, здається, він полює на цього примітивного ссавця, можливо, регулярно.